# Crkvine (Rupotine)
Crkvine, arheološko nalazište u Rupotinama, na području Grada Solina.

## Opis
Vrijeme nastanka: 1. do 15. stoljeće. Arheološko nalazište "Crkvine" nalazi se sjeverno od Solina u naselju Rupotini, na uzvisini koju okružuju dva potoka: Sv. Ilije i Suvaja, uz antičku komunikaciju koja je od Solina vodila prema Klisu. Kompleks je sastavljen od više cjelina, a središnja građevina je crkva dimenzija 8 x 5 m s polukružnom apsidom koja preko koljenastog utora prelazi u prezbiterij, na čijem su ulazu pronađeni tragovi oltarne ograde s bazama stupova. Zidovi su s unutrašnje strane ojačani pravokutnim lezenama, a na zapadnom pročelju se nalazi pravokutni narteks. U samoj crkvici i oko nje se nalaze srednjovjekovni grobovi s arheološkim nalazima koji se datiraju od 9. do 15. stoljeća. Nalazište je poznato javnosti još od 1908. godine kada je don Frane Bulić arheološkim istraživanjima pronašao crkvicu.

## Zaštita
Pod oznakom Z-6278 zavedena je kao nepokretno kulturno dobro – pojedinačno, pravna statusa zaštićena kulturnog dobra, klasificirano kao "arheološka baština".